# Metaphor
Metaphor is een muziekalbum, annex ep van de Duitse band op het gebied van elektronische muziek Tangerine Dream. Het album van ongeveer 22 minuten is geschreven naar aanleiding van het onbekende Earthling’s Season’s Celebration in 2006.

## Musici
Het album is gecomponeerd, uitgevoerd en geproduceerd door:
- Edgar Froese, Thorsten Quaeschning – elektronica.

## Composities
De heren laten zich van hun filosofische kant zien. De uitleg gegeven op het hoesje luidt: 

The phylogenetic unconscious circuit of nothing and the conscious illusion of everything searching for the black hat in a dark room which isn’t there en It’s everywhere where you’re abscent.
De compositie bestaat uit vier delen, waarbij in het laatste deel ook gezongen/gedeclameerd wordt:
1. Metaphor First reality
2. Metaphor Second reality
3. Metaphor Third reality
4. Metaphor Eartling’s reality.

De oplage van de ep bestond uit slechts 1000 stuks